# George Whipple
George Hoyt Whipple (Ashland, 28 de agosto de 1878 — Rochester, 1 de fevereiro de 1976) foi um médico estadunidense.
Foi agraciado com o Nobel de Fisiologia ou Medicina de 1934, por investigações no combate à anemia macrocítica através de terapias do fígado.

## Pesquisa de Whipple
Ao longo de sua carreira, Whipple foi autor ou co-autor de mais de 300 publicações.
Os interesses de pesquisa de Whipple durante sua carreira incluíram principalmente anemia e a fisiologia e patologia do fígado. Mas ele também pesquisou e fez contribuições significativas para a tuberculose, pancreatite, envenenamento por clorofórmio em animais, o metabolismo dos pigmentos da bile e do ferro, os constituintes da bile e a regeneração das proteínas plasmáticas, metabolismo de proteínas e estroma do glóbulos vermelhos.
Uma de suas primeiras publicações descreveu o papel dos pulmões, do sistema linfático e do trato gastrointestinal na disseminação do bacilo da tuberculose que causa a tuberculose. Outra de suas primeiras publicações descreveu os resultados da autópsia de um paciente com acúmulo de ácidos graxos nas paredes do intestino delgado e nódulos linfáticos. Ele chamou essa anormalidade de lipodistrofia intestinal (lipodistrofia intestinal), e apontou corretamente a causa bacteriana dos depósitos de lipídios, resultando na doença sendo chamada de doença de Whipple. 
Quando Whipple ingressou na Universidade Johns Hopkins como assistente, ele trabalhou com William H. Welch, com foco no reparo e regeneração das células do fígado. Sua pesquisa em cães demonstrou que as células do fígado tinham uma capacidade quase ilimitada de regeneração. Por meio de seus estudos de clorofórmio sobre lesão hepática, Whipple demonstrou que o fígado é o local da síntese de fibrinogênio. Sua pesquisa elucidou a rota pela qual os pigmentos biliares entram na circulação e produzem icterícia em várias partes do corpo.
Mais tarde, ele estudou os pigmentos biliares e sua produção fora do fígado por meio de fístulas biliares na Fundação Hooper na UC San Francisco. Seu interesse logo se estendeu para entender a produção de hemoglobina para obter um melhor entendimento de como ela é metabolizada em pigmentos biliares. co-autoria com Hooper, Whipple publicou 12 artigos, de 1915 a 1917, relatando o seguinte:
- A bilirrubina do pigmento biliar era um produto da degradação da hemoglobina muscular, embora a hemoglobina dos glóbulos vermelhos fosse a principal fonte normal.
- O pigmento biliar não foi reabsorvido e reutilizado na produção de novos glóbulos vermelhos.
- A porção heme da hemoglobina pode ser convertida em bilirrubina nas cavidades pleural e peritoneal, além do fígado.
- A função hepática normal foi essencial para a excreção da bilirrubina.
- A curva de regeneração dos glóbulos vermelhos na anemia, influenciada por fatores dietéticos, como açúcar, aminoácidos e fome.

Na Universidade de Rochester, o foco da pesquisa de Whipple passou a estudar os vários fatores nas dietas que contribuíam para a recuperação da anemia de longo prazo, particularmente em cães anêmicos. Junto com sua assistente de pesquisa, Frieda Robscheit-Robbins (formalmente Frieda Robbins), eles foram coautores de 21 publicações, de 1925 a 1930, relatando o seguinte:
- Volume circulante de plasma e hemoglobina
- Os efeitos da dieta e outros fatores na produção e secreção de sais biliares
- Medições de fibrinogênio no sangue
- Os efeitos da dieta, hemorragia, lesão hepática e outros fatores nos níveis de fibrinogênio plasmático
- Regeneração do sangue após anemia simples

Whipple e Robscheit-Robbins foram considerados como tendo uma das "grandes parcerias criativas na medicina". 
Em seus estudos marcantes, publicados como uma série "Blood Regeneration in Severe Anemia" começando em 1925, Whipple demonstrou que fígado cru fornecido a cães anêmicos era o aditivo dietético mais eficaz para reverter a anemia, aumentando a produção de glóbulos vermelhos. Ele continuaria mostrando que alimentos derivados de tecido animal e damascos cozidos também tinham um efeito positivo no aumento dos glóbulos vermelhos durante a anemia. Com base nesses dados, Whipple associou o teor de ferro nesses fatores dietéticos à potência de regeneração dos glóbulos vermelhos. Esses dados levaram diretamente ao sucesso do tratamento hepático da anemia perniciosa por George R. Minot e William P. Murphy, apesar do principal mecanismo terapêutico ser por meio de B12 em vez de ferro. Esta foi uma descoberta notável, pois anteriormente, a anemia perniciosa era invariavelmente fatal em uma idade jovem. Por sua contribuição para este corpo de trabalho, ele recebeu o Prêmio Nobel de fisiologia ou medicina em 1934 junto com Minot e Murphy. 
Em 1937, Whipple colaborou com William B. Hawkins para determinar o tempo de vida dos glóbulos vermelhos em cães. Simultaneamente, com o advento do ferro radioativo, Whipple, Paul F. Hahn e William F. Bale colaboraram para estudar a absorção e utilização do ferro. Eles demonstraram que a absorção de ferro era altamente regulada no intestino delgado e era influenciada pela quantidade de estoques de ferro no corpo. Eles também demonstraram que quantidades insignificantes de ferro são normalmente excretadas ou perdidas na urina, fezes ou bile. Durante esse tempo, Whipple também formulou sua teoria sobre "o equilíbrio dinâmico entre as proteínas do sangue e dos tecidos" com base em experimentos anteriores de plasmaférese que ele realizou (no início dos anos 1930) que demonstraram a importância da proteína dietética na produção de proteínas plasmáticas. Isso formou a base da pesquisa sobre o metabolismo de proteínas em mamíferos e levou Rudolf Schoenheimer a escrever O Estado Dinâmico dos Constituintes do Corpo, marcando a era moderna da bioquímica e da biologia.
Entre 1939 e 1943 Leon L. Miller e Whipple colaboraram para estudar os efeitos hepatotóxicos da anestesia com clorofórmio em cães. Eles descobriram que cães em um estado de depleção de proteína sofreram lesão hepática letal após a anestesia por quinze minutos; mas alimentar esses cães esgotados com uma refeição rica em proteínas, particularmente rica em L-metionina ou L-cistina, antes da anestesia foi protetor. Este e outros estudos levaram Whipple à conclusão de que os aminoácidos contendo S são protetores contra o fígado contra agentes tóxicos.
Durante a Segunda Guerra Mundial, Whipple testou combinações de aminoácidos da dieta, administrados, por via oral ou parenteral, e seus efeitos na síntese de proteínas plasmáticas. Ele foi capaz de caracterizar misturas de aminoácidos que poderiam satisfazer os requisitos metabólicos necessários para manter o peso, equilíbrio de nitrogênio e proteína plasmática e regeneração de hemoglobina em cães. Isso acabaria por levar a ensaios clínicos em humanos que demonstraram que essas misturas de aminoácidos, junto com a digestão enzimática de caseína, poderiam sustentar a nutrição em pacientes que não conseguiam ingerir nutrientes pela via gastrointestinal normal por longos períodos. Nutrição intravenosa, conhecida como nutrição parenteral, é usado rotineiramente hoje.